# Werner Hoyer
Pour les articles homonymes, voir Hoyer.
Werner Hoyer, né le 17 novembre 1951 à Wuppertal, est un homme politique allemand, ancien président du Parti européen des libéraux, démocrates et réformateurs et membre du Parti libéral-démocrate (FDP). Il est président de la Banque européenne d'investissement (BEI) de 2012 à 2024. 